# 화성에서 본 금성 일면통과
화성에서 본 금성 일면통과는 금성이 정확히 태양과 화성 사이를 지나갈 때 일어난다. 이때 금성은 태양 표면을 가리는 조그만 점으로 보인다. 일면통과 중, 금성은 화성에서 볼 때 태양 표면을 지나가는 작은 점처럼 보인다.

## 발생 빈도
화성에서 금성의 일면통과 장면을 지켜 본 사람은 아직 없다. 그러나 다음 일면통과는 2030년 8월 19일에 일어날 것이다. 이 장면을 우주 탐사선 혹은 가상의 화성 식민지인들이 목격할지도 모른다. 화성에서 본 금성 일면통과는 화성에서 본 지구 일면통과보다 훨씬 자주 발생하며, 지구에서 본 금성 일면통과보다도 자주 발생한다.
금성과 화성의 회합 주기는 333.92일이다. 회합 주기는 1/(1/P-1/Q) 공식을 써서 구할 수 있다. 여기서 P는 금성의 공전 주기이며(224.701일) Q는 화성의 공전 주기이다(686.98일).
금성의 화성 황도에 대한 궤도경사각은 1.94°로, 이는 지구 황도에 대한 경사각 3.39°보다 작은 값이다.

## 발생일자 목록
일면통과 관찰 기록으로 볼 때 일면통과는 여러 개의 사건이 각각 정해진 주기에 맞춰서 규칙적으로 발생하는 것으로 보인다. 각각의 주기 간격은 24042.45일(65년 10월이 약간 못 됨)이다. 이는 72 금성-화성 회합주기, 35 화성년, 107 금성년에 해당된다.
아래 표에서 "A"로 시작하는 날짜는 화성 황도에 대해 금성이 승교점을 통과할 때 발생하는 것으로 금성의 시지름은 약 23~24"이다. "D"로 시작하는 날짜는 반대로 금성이 화성 황도에 대해 강교점 근처를 통과할 때 발생하는 것으로 이때 금성의 시지름은 약 18~19"이다.
| 화성에서 본 금성의 일면통과 | 분류 |
| --------------------------- | ---- |
| 1703년 5월 3일              | Da1  |
| 1730년 9월 20일             | Aa1  |
| 1735년 5월 2일              | Db2  |
| 1737년 3월 1일              | Db1  |
| 1764년 7월 17일             | Ab1  |
| 1769년 2월 27일             | Da1  |
| 1796년 7월 17일             | Aa1  |
| 1801년 2월 27일             | Db2  |
| 1830년 5월 15일             | Ab1  |
| 1834년 12월 27일            | Da1  |
| 1862년 5월 15일             | Aa1  |
| 1866년 12월 26일            | Db2  |
| 1896년 3월 11일             | Ab1  |
| 1898년 12월 25일            | Da2  |
| 1900년 10월 24일            | Da1  |
| 1928년 3월 12일             | Aa1  |
| 1932년 10월 23일            | Db2  |
| 1964년 10월 22일            | Da2  |
| 1966년 8월 22일             | Da1  |
| 1994년 1월 7일              | Aa1  |
| 1998년 8월 21일             | Db2  |
| 2030년 8월 19일             | Da2  |
| 2032년 6월 18일             | Da1  |
| 2059년 11월 5일             | Aa1  |
| 2064년 6월 17일             | Db2  |
| 2091년 11월 5일             | Ab2  |
| 2096년 6월 16일             | Da2  |
| 2098년 4월 16일             | Da1  |
| 2125년 9월 2일              | Aa1  |
| 2130년 4월 16일             | Db2  |
| 2157년 9월 2일              | Ab2  |
| 2162년 4월 14일             | Da2  |
| 2164년 2월 12일             | Da1  |
| 2191년 6월 30일             | Aa1  |
| 2196년 2월 11일             | Db2  |
| 2223년 7월 1일              | Ab2  |
| 2228년 2월 11일             | Da2  |
| 2229년 12월 11일            | Da1  |
| 2257년 4월 27일             | Aa1  |
| 2261년 12월 10일            | Db2  |
| 2289년 4월 27일             | Ab2  |
| 2293년 12월 8일             | Da2  |
| 2323년 2월 23일             | Aa1  |
| 2327년 10월 8일             | Db2  |
| 2355년 2월 23일             | Ab2  |
| 2359년 10월 7일             | Da2  |
| 2393년 8월 4일              | Db2  |
| 2420년 12월 20일            | Ab2  |
| 2425년 8월 3일              | Da2  |
| 2452년 12월 20일            | Aa2  |
| 2457년 8월 2일              | Db3  |
| 2459년 6월 2일              | Db2  |

## 동시 통과
수성 일면통과와 금성 일면통과가 동시에 일어날 확률은 희박하다. 18713년, 19536년, 20029년에 일어난다.
18551년 1월 16일에 수성 일면통과와 금성 일면통과 일어나는데 차이가 14시간이다.
금성 일면통과와 지구 일면통과가 동시에 일어날 확률은 희박하다. 571471년에 일어난다.

## 같이 보기
- 통과 (천문학)
- 화성에서 본 포보스의 일면통과
- 화성에서 본 데이모스의 일면통과

## 참고 문헌
- Albert Marth, Note on the Transit of the Earth and Moon across the Sun’s Disk as seen from Mars on November 12, 1879, and on some kindred Phenomena, Monthly Notices of the Royal Astronomical Society, 39 (1879), 513~514.